# Покушение на королевскую семью Нидерландов

Схема происшествия: оранжевый — маршрут следования королевского автобуса; красный — путь автомобиля террориста

Покушение на королевскую семью Нидерландов состоялось 30 апреля 2009 года, во время проведения национального праздника Дня королевы, в городе Апелдорн. Преступник, увеличив скорость, направил свой автомобиль в парадное шествие людей, в котором принимала участие королева Беатрикс и другие члены королевской семьи.
Машина сбила людей, выстроившихся по краям улицы, погибли 8, были ранены 10 человек. Автомобиль, пройдя в метрах от королевской семьи, врезался в монумент на краю дороги. Королевской семье вред причинён не был. Считается, что это первая попытка покушения на королевскую семью Нидерландов в современности.
Водитель — 38-летний мужчина, подданный Нидерландов Карст Р. Татес, был спасён прибывшими сотрудниками служб экстренной помощи и полиции, формально арестован на месте происшествия и доставлен в больницу. На следующий день он скончался.

## Место происшествия
Около 11:50, непосредственно перед тем, как автобус, перевозящий королевскую семью Нидерландов сделал свой последний поворот в направлении дворца Хет Лоо в Апелдорне, чёрный Suzuki Swift прорвался сквозь зрителей, и минуя королевский автобус, врезался в монумент De Naald.После столкновения машина была осмотрена сотрудниками антитеррористического департамента и местной полиции. Эти события были показаны в прямом эфире по телевидению.

## Сведения о водителе
За рулём автомобиля находился 38-летний подданный Нидерландов, который был сначала спасён сотрудниками пожарной охраны, а затем немедленно арестован. Его личность установлена как Карст Татес (Karst Tates) из города Хёйссен, провинция Гелдерланд, ранее не судимый. Татес, который позже скончался, был обвинён по статье 108 Уголовного кодекса Нидерландов, которая применяется лишь в случаях, имеющих отношение к попыткам покушения на королевскую семью. Кроме того, возможные обвинения за убийство или непредумышленное убийство были также упомянуты. Несмотря на все попытки спасти ему жизнь, Татес скончался 1 мая от повреждений мозга, вызванных столкновением.

## Последствия
Через несколько часов после покушения Королева Беатрикс обратилась к нации с эмоциональным видеообращением:
Мы даже не могли себе представить, что может случиться такое несчастье. Члены моей семьи, я уверена, как и все жители нашей страны, выражают глубокие соболезнования родственникам и друзьям погибших. Всем тем, кого коснулась эта трагедия.
На пресс-конференции этим днём полиция заявила о том, что человек, который всё ещё находится в сознании, но тяжело ранен вследствие инцидента, рассказал полиции о том, что это был намеренный акт, нацеленный на королевскую семью. Ранее у него не было психических проблем и нет данных о том что преступник принадлежал к какой-либо террористической группировке. Первоначально появившиеся слухи о том, что автомобиль был начинён взрывчаткой, были опровергнуты полицией.

### Отменённые события
После попытки покушения, в 12:15 по местному времени, объявили, что все праздничные церемонии в Апелдорне отменяются. Позже, другие праздничные мероприятия на территории Нидерландов отменили или сократили, включая все торжества в Роттердаме и многие события в Амстердаме.

## De Naald
De Naald (рус. Игла) — каменный монумент, окружённый невысокой железной оградой, установленный в 1901 году жителями Апелдорна в честь Короля Виллема III и Королевы Эммы.